# Halfdecadance
Halfdecadance – minialbum polskiej grupy StrommoussHeld.
Płyta powstała na uczczenie pięciolecia istnienia zespołu oraz w reakcji na pytania fanów zespołu o nadchodzący album o roboczym tytule 2econd floor temple. Została ona nagrana w domowym studio zespołu, a miksowanie i mastering odbył się w Green Studio w Krakowie. Okładka minialbumu została wykonana przez członka zespołu, VJ Comankh'a. Został on wydany jako digipack.
Minialbum dostał wyróżnienie album tygodnia od polskiej stacji telewizyjnej VIVA oraz wysokie noty w recenzjach m.in. polskiego Metal Hammer'a i serwisu internetowego Strefa Klimatyczna.
Halfdecadance to album zawierający utwory z następnej płyty oraz dwa remiksy z poprzedniej Behind the Curtain, o zmienionych nazwach:
- Era Depression (remiks Materia of Depression wykonany przez Maels'a)
- Horisun (remiks Solar Scream w wykonaniu CH District).

Dodatkowo do płyty dołączono teledysk do utworu D.E.C.E.P.T.I.O.N. z poprzedniego pełnego albumu, Behind the Curtain.

## Lista utworów
1. Larva and Butterfly - 4:47
2. Enceladus - 4:38
3. Mezzanine - 7:00
4. Era Depression - 4:19
5. Restless Souls (...from the bruised nest) - 6:47
6. Horisun - 6:34

## Twórcy
- Maels - śpiew, gitara, elektronika
- Norrim - elektronika, samplery
- L.th - gitara basowa
- Fear - perkusja

### Gościnnie
- CH District - Horisun